# William Longstreet
William Longstreet (ca. 1760 in New Jersey – 1814 in Georgia) war ein Erfinder. Er gilt als einer der ersten Erfinder des Dampfschiffes und verbesserte die Baumwollentkörnung.

## Leben
Er wurde in Allentown, New Jersey, geboren und zog nach Augusta, Georgia. Am 26. September 1790 richtete er einen Brief an Thomas Telfair, den damaligen Gouverneur von Georgia, und bat ihn oder die Legislative um Unterstützung bei der Beschaffung von Geldern, die es ihm ermöglichen sollten, ein Boot zu bauen, das von einer „neuen Kraft“ angetrieben werden sollte. Das war drei Jahre vor Robert Fultons Brief an den Earl of Stanhope, in dem er seine Theorie „über die Fortbewegung von Schiffen mit Dampf“ (respecting the moving of ships by the means of steam) verkündete. Da er zu diesem Zeitpunkt keine öffentlichen Zuschüsse erhielt, blieb Longstreets Erfindung mehrere Jahre in der Schwebe, bis er 1807, nachdem er sich endlich Gelder aus privaten Quellen gesichert hatte, in der Lage war, ein Boot auf dem Savannah River zu Wasser zu lassen, das sich mit einer Geschwindigkeit von acht Kilometern pro Stunde gegen den Strom bewegte. Wenige Tage zuvor hatte Fulton ein ähnlich erfolgreiches Experiment am Hudson River durchgeführt. 
Neben dieser Erfindung patentierte Longstreet eine wertvolle Verbesserung der Egreniermaschine, welche die alte Methode, den sogenannten breast roller, der mit Pferden angetrieben wurde, durch einen Dampfantrieb vollständig ersetzte. Er stellte zwei seiner dampfbetriebenen Maschinen in Augusta auf, die zunächst funktionierten, aber innerhalb einer Woche durch einen Brand zerstört wurden. Als Nächstes errichtete er eine Reihe von Dampfmühlen in der Nähe von St. Marys, Georgia, die 1812 von den Briten zerstört wurden. Diese Katastrophen erschöpften seine Ressourcen und entmutigten sein Unternehmen, obwohl er zuversichtlich war, dass Dampf bald alle anderen Antriebskräfte verdrängen würde.
Er war der Vater des Südstaatenautors Augustus Baldwin Longstreet und Großvater des Konföderiertengeneral James Longstreet.